# 卵形尖嵴蚌
卵形尖嵴蚌（学名：Acuticosta ovata）为蚌科珠蚌亚科尖嵴蚌属的淡水动物。

## 分佈與棲息地
本物種是中国的特有物种，分佈於安徽、浙江、江苏、江西、湖北、湖南各省，常栖息于湖泊以及河流。

## 外部連結
- 維基物種上的相關：卵形尖嵴蚌